# 阿尔瓦罗·多明格斯·索托
阿尔瓦罗·多明格斯·索托（西班牙語：Álvaro Domínguez Soto；西班牙語發音：[ˈalβaɾo ðoˈmiŋɡeθ ˈsoto]；1989年5月16日—），是一名已退役的西班牙職業足球員，司職中堅及左閘。
2008年，杜明基斯首次為西班牙甲組足球聯賽球會馬德里體育會上陣，開始其職業生涯。效力的4年間，為球會於各項賽事上陣120場，贏得3次冠軍，包括2個冠軍。2012年，他轉會至德國甲組足球聯賽球會门兴格拉德巴赫，於各項賽事上陣106場。可是，他在门兴格拉德巴赫期間，經常受傷患困擾。2016年，27歲的杜明基斯因傷迫使他宣佈退役。
在國家隊方面，杜明基斯曾為西班牙不同階級的青年國家隊上陣，其中他跟隨西班牙 U21贏得2011年歐洲U-21足球錦標賽冠軍。次年，他獲召入西班牙出戰2012年夏季奧林匹克運動會男子足球比賽的大軍名單，並在賽事舉行時獲得上陣機會。

## 球會生涯

### 门兴格拉德巴赫
2012年6月27日，杜明基斯以800萬歐元的價錢，由馬德里體育會轉會至德國甲組足球聯賽球會门兴格拉德巴赫，雙方簽約5年，以代替離隊的丹特。9月1日，他在對陣杜塞爾多夫的聯賽中首次代表球隊上陣，雙方最終以0比0戰和。3場比賽後，杜明基斯攻入轉會後首球，他在補時階段攻入1球，助球隊以2比2迫和漢堡。效力的首季，杜明基斯於各項賽事為門興格拉德巴赫上陣40次，攻入2球，亦助球隊於聯賽中以第8名完成賽季。
於2013-14賽季的聯賽揭幕戰，门兴格拉德巴赫作客對陣拜仁慕尼黑。比賽中，杜明基斯於禁區內觸犯手球而被球證判罰十二碼，主射的十二碼被門將救出。但是，皮球解圍不遠後，杜明基斯再次於禁區內犯手球而被判罰另一次十二碼。這次的十二碼由阿拉巴操刀並射入，最終球隊以1比3落敗。這一季，杜明基斯受傷患困擾，於十月時，他因锁骨骨折和肩關節脫臼而缺陣。2013-14賽季中，他只能於各項賽事上場22次；於次季，杜明基斯受一連串嚴重的背傷困擾，縮減了上陣時間，令他只能上陣34場比賽。

## 國家隊生涯

### 青年國家隊
杜明基斯曾代表西班牙各階青年國家隊上陣。2009年，他獲西班牙 U20列入參加2009年國際足協U-20世界盃的名單。

### 成年國家隊
2011年8月25日，在2011年歐洲U-21足球錦標賽完結後，杜明基斯獲時任西班牙隊教練徵召，被列入了西班牙對陣智利國家足球隊和列支敦士登國家足球隊的友誼賽參賽名單，但他並沒有被派遣上陣。2012年5月26日，在舉行前的友誼賽中，杜明基斯首次代表西班牙隊上陣，他於對陣塞爾維亞國家足球隊時上陣45分鐘，最終西班牙隊以2比0擊敗對手。4日後，在對陣南韓國家足球隊的友誼賽中，他在再次獲得上陣的機會，可是他未能入選西班牙隊參加的最終23人名單。

## 生涯統計
截至2016年12月6日
| 球會           | 賽季        | 聯賽 | 聯賽 | 盃賽 | 盃賽 | 洲際賽事 | 洲際賽事 | 總計 | 總計 |
| 球會           | 賽季        | 出場 | 入球 | 出場 | 入球 | 出場     | 入球     | 出場 | 入球 |
| -------------- | ----------- | ---- | ---- | ---- | ---- | -------- | -------- | ---- | ---- |
| 馬德里體育會   | 2008-09賽季 | 3    | 0    | 1    | 0    | 1        | 0        | 5    | 0    |
| 馬德里體育會   | 2009-10賽季 | 26   | 0    | 8    | 0    | 12       | 0        | 46   | 0    |
| 馬德里體育會   | 2010-11賽季 | 19   | 2    | 3    | 0    | 6        | 0        | 28   | 2    |
| 馬德里體育會   | 2011-12賽季 | 28   | 3    | 1    | 0    | 12       | 1        | 41   | 4    |
| 總計           | 總計        | 76   | 5    | 13   | 0    | 31       | 1        | 120  | 6    |
| 门兴格拉德巴赫 | 2012-13賽季 | 30   | 2    | 2    | 0    | 8        | 0        | 40   | 2    |
| 门兴格拉德巴赫 | 2013-14賽季 | 21   | 1    | 1    | 0    | 0        | 0        | 22   | 1    |
| 门兴格拉德巴赫 | 2014-15賽季 | 24   | 0    | 2    | 0    | 8        | 0        | 34   | 0    |
| 门兴格拉德巴赫 | 2015-16賽季 | 6    | 0    | 1    | 0    | 3        | 0        | 10   | 0    |
| 门兴格拉德巴赫 | 2016-17賽季 | 0    | 0    | 0    | 0    | 0        | 0        | 0    | 0    |
| 總計           | 總計        | 81   | 3    | 6    | 0    | 19       | 0        | 106  | 3    |
| 生涯總計       | 生涯總計    | 157  | 8    | 19   | 0    | 50       | 1        | 226  | 9    |

## 榮譽

### 球會
馬德里體育會
- ：2009-10賽季、2011-12賽季[10][11]
- 歐洲超級盃：2010年[12]

### 國家隊
西班牙 U21
- 歐洲U-21足球錦標賽：2011年[13]